# Escatologia: Morte e Vida Eterna
Escatologia: Morte e Vida Eterna ( em alemão:  Eschatologie, Tod und ewiges Leben ) é um livro de 1988 escrito por Cardeal Joseph Ratzinger ( mais tarde Papa Bento XVI ). O livro é o estudo do "eschaton", dos tempos do fim, ou das "últimas coisas", como a parúsia, o céu e o inferno. Entre as questões abordadas, está o conceito de purgatório, que ele argumenta que pode ter duração existencial - não temporal. 